# Centralny Okręg Przemysłowy
Centralny Okręg Przemysłowy (nome polacco che significa Regione Industriale Centrale, abbreviato in COP) è una regione industriale della Polonia, e rappresenta uno dei più grandi progetti economici della Seconda Repubblica di Polonia. Il progetto, durato cinque anni, fu iniziato dal famoso economista polacco, Primo Ministro e Ministro del Tesoro Eugeniusz Kwiatkowski. Il suo principale obiettivo era quello di creare un grande centro industriale nel centro del Paese, lontano da tutti i confini, per rafforzare l'economia polacca e ridurre la disoccupazione. I quattro anni del piano di sviluppo del COP fu programmato dal 1º settembre 1936 fino al 30 luglio 1940, e fu interrotto con lo scoppio della seconda guerra mondiale e con l'invasione e occupazione della Polonia il 1º settembre 1939. Nonostante questo, il progetto ebbe successo nell'espansione dell'industria polacca, e dopo la fine della guerra, nel 1945, il COP fu ricostruito e ulteriormente ingrandito con la Repubblica Popolare Polacca.

## La storia del progetto
Dal 1928 ci furono più tentativi di creare il triangolo di sicurezza, una regione industriale nel mezzo della nazione, sicura da ogni aggressione della Germania o della Russia sovietica. Il progetto fu infine approvato nel 1936 dal governo polacco. Dall'aprile 1938 il progetto fu allargato ai territori oltre quelli che erano previsti in partenza, per un triangolo più sicuro.
Il COP era situato nei territori dei seguenti ex voivodati: parti orientali del Voivodato di Kielce e di Cracovia, parte meridionale del Voivodato di Lublino e parte occidentale del Voivodato di Leopoli; era composto da 46 distretti che costituivano il 15,4% del territorio nazionale e abitati dal 17% dei polacchi. Il tasso di urbanizzazione di quei territori era del 17% (94 città), comparato alla media polacca del 30%. Le motivazioni per questa disposizione del COP furono:
a) militari - la relativa grande distanza dal confine occidentale (la Polonia si aspettava un'aggressione tedesca) e la protezione offerta a sud dal Monti Carpazi.
b) demografici - l'alta densità di popolazione (100 ab./km²) con alto tasso di disoccupazione (400.000-700.000 persone disoccupate)
c) economici - il rafforzamento di un mercato prevalentemente agricolo nella Polonia orientale, la creazione di un mercato per i prodotti industriali della Polonia occidentale, e un mercato energetico per la Polonia meridionale. Questa regione inoltre possedeva risorse naturali inutilizzate (acciaio, ferro etc.)
d) sociali - la riduzione della disoccupazione, ancora alta nelle regioni agricole orientali che soffrivano i contraccolpi della Grande depressione.
Il COP richiese enormi investimenti finanziari; solo lo sviluppo delle infrastrutture e dell'industria militare fu stimato in 3 miliardi di złoty. Mentre cresceva l'attesa per la guerra, gli investimenti privati in Europa alla fine degli anni trenta diminuivano, pertanto il governo polacco dovette spendere molto per finanziare il progetto: negli anni dal 1937 al 1939 il COP assorbì circa il 60% di tutto l'ammontare degli investimenti polacchi.

## I successi del piano
Nel piano erano comprese le seguenti opere: fabbriche per la lavorazione dell'acciaio e centrali elettriche a Stalowa Wola, fabbrica della gomma a Dębica, fabbrica di automobili a Lublino, fabbrica di aeroplani a Mielec, fabbrica di motori di aerei e di artiglieria a Rzeszów, centrali idroelettriche a Rożnów e Myszkowice, espansione della Zakłady Azotowe a Mościce. L'industria militare nel Staropolski Okręg Przemysłowy fu allargata alle città di Radom, Skarżysko-Kamienna, Ostrowiec Świętokrzyski, Starachowice e Kielce. La maggior parte di quegli investimenti furono localizzati in regioni con alto tasso di disoccupazione, e la loro costruzione riuscì a ridurre le tensioni sociali ed a rafforzare l'economia polacca.
Lo sviluppo del COP e dei progetti simili, come la costruzione del porto a Gdynia, furono gli eccellenti successi della Seconda Repubblica di Polonia, che segnarono l'inizio di una nuova era per la neo-indipendente Polonia. Il progetto del COP fu continuato con il governo comunista della Repubblica Popolare Polacca dopo la seconda guerra mondiale.
Dato che la data di terminazione del piano coincideva con la fine di luglio 1940 e che la Polonia non aveva sufficienti capitali per dare inizio a tutti i lavori del piano, solo alcuni dei progetti erano completamente in funzione prima dello scoppio della guerra, e molti altri progetti non erano stati neanche iniziati. Quindi il loro contributo all'equipaggiamento dell'esercito polacco nei mesi di tensione prima della guerra fu praticamente nullo, in confronto alla superiorità materiale tedesca. La tattica tedesca della blitzkrieg nella seconda guerra mondiale, con la sua rapida avanzata con le forze motorizzate e con attacchi aerei a lungo raggio, mostrò chiaramente che il COP non poteva essere un porto sicuro per l'industria polacca. In ogni caso, lo smembramento della Cecoslovacchia scoprì la Polonia a sud e mise le industrie COP direttamente sul percorso dell'avanzata tedesca verso la Slovacchia. Durante l'occupazione tedesca, la maggior parte delle fabbriche furono convertite per contribuire allo sforzo bellico tedesco. Dopo la guerra, le imprese del COP furono ulteriormente espanse e la maggior parte è in funzione ancora oggi.